# Lorenzo Crisetig
Lorenzo Crisetig (Cividale del Friuli, 20 januari 1993) is een Italiaans voetballer die doorgaans als middenvelder speelt. Hij verruilde Internazionale in augustus 2016 voor Bologna.

## Clubcarrière
Crisetig komt uit de jeugdopleiding van Internazionale. Daarvoor debuteerde hij op 27 september 2012 in het eerste elftal, in een wedstrijd in de Champions League tegen CSKA Moskou. Hij viel in de laatste minuut in voor Cristian Chivu. Op 25 maart 2012 won Crisetig met Inter de eerste editie van de The NextGen Series door na strafschoppen AFC Ajax te verslaan.
Op 6 juli 2012 verhuurde Inter Crisetig aan Spezia, op dat moment actief in de Serie B. Hij debuteerde op 10 augustus 2012 voor de club, tegen Brescia. Op 29 januari 2013 werd hij teruggehaald om één dag later verhuurd te worden aan reeksgenoot Crotone, ook actief in de Serie B. Inter verhuurde Crisetig gedurende het seizoen 2014-2015 vervolgens aan Cagliari, om daarmee in de Serie A te spelen. Hiervoor kwam hij dat jaar 28 competitiewedstrijden in actie.
Inter verhuurde Crisetig in juli 2015 voor twee jaar aan Bologna FC 1909, dat op dat moment net naar de Serie A was gepromoveerd.

## Interlandcarrière
Crisetig kwam uit voor diverse Italiaanse jeugdelftallen. Hij debuteerde in 2010 in Italië –21.

1 Frattali ·
3 Marchizza ·
4 Brescianni ·
5 Okoli ·
6 Romagnoli ·
7 Báez ·
8 Seck ·
9 Jorge ·
10 Caso ·
11 Çuni ·
12 Reinier ·
14 Gelli ·
15 Vural ·
16 Garritano ·
17 Kvernadze ·
18 Soulé ·
19 Zortea ·
20 Lirola ·
21 Harroui ·
22 Oyono ·
23 Kalaj ·
26 Bidaoui ·
27 Ibrahimović ·
29 Ghedjemis ·
30 Monterisi ·
31 Cerofolini ·
32 Valeri ·
33 Bonifazi ·
36 Mazzitelli  ·
45 Barrenechea ·
47 Lusuardi ·
70 Cheddira ·
80 Turati ·
Coach: Di Francesco